# Смерть и похороны Чан Кайши

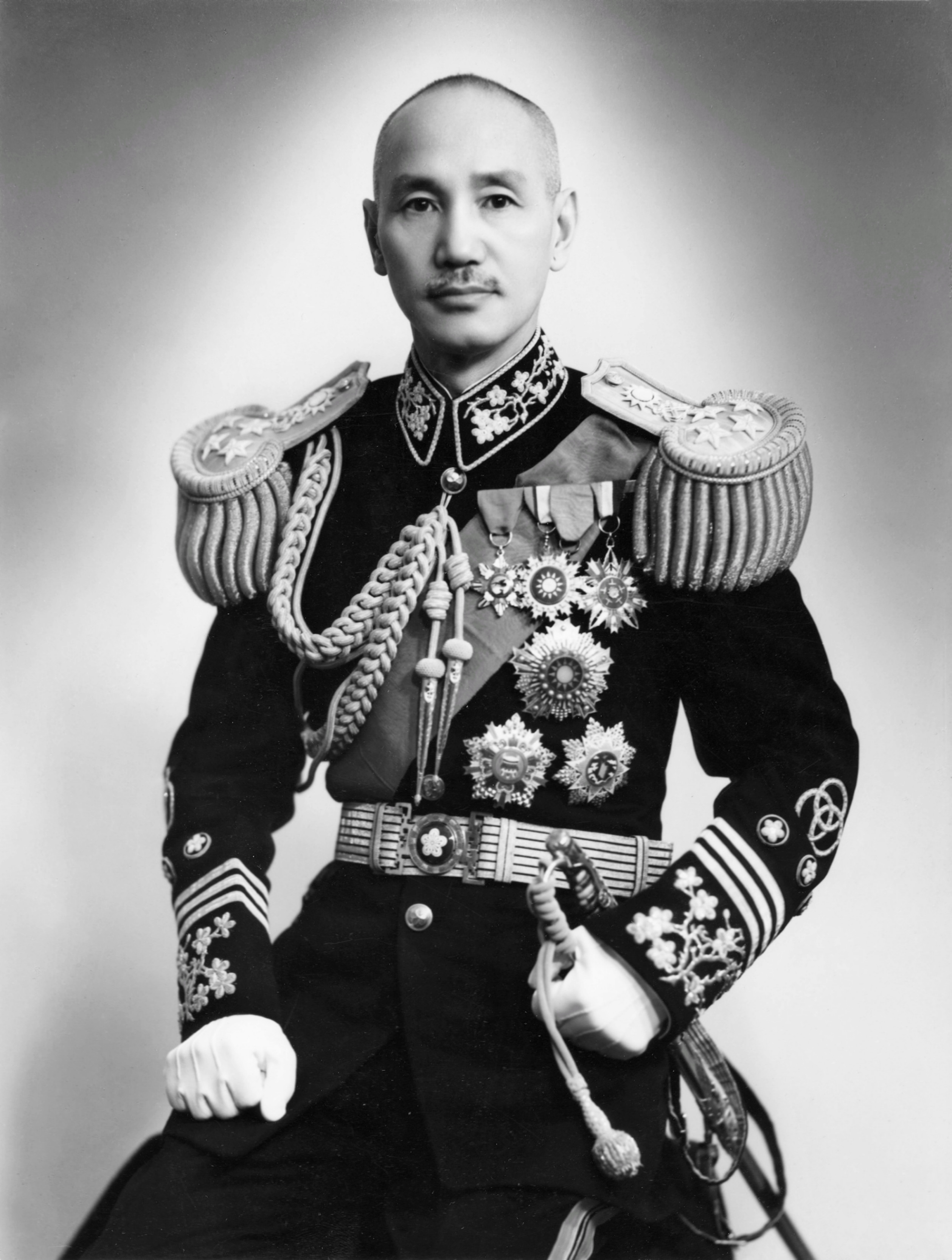
Чан Кайши, 1943 г.

Генералиссимус и президент Китайской Республики Чан Кайши скончался 5 апреля 1975 года в возрасте 87 лет, в 23:50 по тайваньскому времени. Причиной смерти стал сердечный приступ в результате почечной недостаточности, вызванной прогрессирующей сердечной недостаточностью и пневмонией.

## История
На протяжении 1970-х годов здоровье Чан Кайши постепенно ухудшалось. С 1972 года, после того как у него диагностировали пневмонию и он перенес операцию по поводу увеличения предстательной железы, он уже не появлялся на публике. В том же году его сын Цзян Цзинго был назначен его преемником.
5 апреля, в день его смерти, во время начала фестиваля Цинмин, он выглядел здоровым, однако во второй половине дня он начал испытывать дискомфорт в животе. В 20:00 он отправился спать, в 22:20 у него случился сердечный приступ, после чего ему была оказана медицинская помощь, которая оказалась безуспешной. Чан Кайши умер в 23:50, у его постели находились его жена Сун Мэйлин и старший сын Цзян Цзинго.
В 02:30 информационное бюро Исполнительного Юаня опубликовало через Центральное агентство новостей заявление, в котором объявило о его смерти, при этом Международное Радио Тайваня передало это объявление в 03:00, а телевизионные станции объявили о его смерти утром.
На следующий день, в 7:00, на промежуточном заседании ЦК Гоминьдана объявил месячный траур: были закрыты все развлекательные заведения и приспущены все флаги. Также были обсуждены детали похорон. Вице-президент Янь Цзягань был приведен к присяге в качестве президента во время краткой церемонии в администрации президента.

## Похороны
9 апреля, после короткой церемонии в Главном госпитале для ветеранов Тайбэя, где президент Янь Цзягань возложил венок, бронзовый гроб с телом Чан Кайши был перенесен его личными телохранителями на крытый цветами грузовик, после чего тело Чан Кайши отвезли в Мемориальный зал Сунь Ятсена. По оценкам, 800 000 человек выстроились вдоль маршрута процессии, кланяясь и принося жертвы, при этом семья Чан Кайши и 22 члена похоронной процессии ехали за ним. По прибытии в Мемориальный зал, гроб встретил почетный караул и толпа численностью около 100 000 человек. Затем гроб перенесли в зал Мемориального зала, где его поставили на катафалк и подняли крышку.
Тело Чан Кайши поместили под стекло и облачили в традиционное китайское одеяние, увенчанное национальными наградами и медалями, такие как Орден Сверкающего нефрита, Орден Синего неба и белого Солнца», Орден Национальной Славы. В гробу находились четыре книги, имевшие для него символическое значение: Библия короля Иакова, которую он читал ежедневно и которая символизировала его методистскую веру; книга, содержащая заметки из  философии «Трех народных принципов» Сунь Ятсена, для которых он написал две главы; антология стихов династии Тан ; и книга под названием «Ручьи в пустыне», написанная американской миссионеркой Лэтти Коуман.
Мемориальный зал был открыт для публики и высокопоставленных лиц, чтобы отдать дань уважения покойному президенту. Толпы людей стояли в очереди у Мемориального зала, и, по оценкам, в первый день тело Чан Кайши посетили 280 000 человек. Первоначально было решено, что время просмотра гроба будет с 07:00 утра до 21:00 вечера, однако из-за большого количества людей, желающих осмотреть гроб, время просмотра было увеличено до непрерывного в течение 24 часов. К окончанию процессии, примерно 2,5 миллиона человек посетили его гроб.
После, десять бывших телохранителей подняли его гроб и вынесли его из Мемориального Зала на катафалк. Как только катафалк прибыл к мавзолею, была проведена короткая панихида, на которой члены его семьи возложили венки, а флаги, украшавшие его гроб, были сняты и сложены. Затем гроб с телом Чан Кайши медленно поместили в саркофаг из черного мрамора, который был запечатан.

## Реакция
- США: В своём заявлении Джеральд Форд высоко оценил Чан Кайши как "человека твердой честности, высокого мужества и глубоких политических убеждений".[8] Он заявил, что "роль Чан Кайши в модернизации Китая и его патриотическая роль лидера своей нации во время Второй мировой войны обеспечили ему прочное место в китайской истории".
- Республика Корея: Президент Пак Чон Хи в послании с соболезнованиями заявил, что: "Чан Кайши не только внес большой вклад в то, чтобы привести союзные державы к победе, когда все человечество в мире страдало от жестоких военных действий Второй мировой войны. Он активно поддерживал движение за независимость Кореи и с тех пор добился больших успехов в закладке фундамента мира и порядка во всем мире".[9]
- Япония: Из-за отсутствия дипломатических отношений между Японией и Китайской Республикой после смерти Чан Кайши премьер-министр Такэо Мики сделал "неофициальное" заявление, в котором выразил свои соболезнования в связи со смертью Чан Кайши как частного лица, что вызвало осуждение со стороны правительства Китайской Народной Республики. Ввиду этого, было решено, что Эйсаку Сато будет представлять Либерально-демократическую партию на похоронах как частное лицо, а не как представитель правительства или политических партий.[10]
- Филиппины: Президент Фердинанд Маркос в своем заявлении сказал, что "Смерть Чан Кайши знаменует уход старого главного героя азиатской драмы и начало нового действия в этой драме", и что "мир не может не скорбеть о кончине такого лидера".[11]
- Гватемала: Президент Кхель Эухенио Лахеруд Гарсиа объявил общенациональный трехдневный траур с приспущенными флагами.[11]
- : Папа Павел VI направил телеграмму вдове Чан Кайши, в которой выразил соболезнования в связи с "горем, которое вы испытываете в связи со смертью вашего мужа". Он также направил телеграмму Янь Цзяганю в которой "вверил Чана божьей милости".[11]".
- Китайская Народная Республика: Реакция на смерть Чан Кайши в материковом Китае была довольно сдержанной по сравнению с реакцией большинства других стран из-за напряженности между двумя странами. Информационное агентство Синьхуа  6 апреля опубликовало статью о смерти Чан Кайши, которая была переиздана во многих региональных газетах по всему Китаю.[12] Несмотря на то, что официальной реакции правительства или Коммунистической партии Китая на смерть Чан Кайши не последовало, Мао Цзэдун, когда ему сообщили о его смерти, ответил: "Понял".[12] Когда речь заходила о смерти Чан Кайши на встречах с другими лидерами, он лишь спокойно заявлял, что осведомлён об этом. Сам Мао пережил Чан Кайши на 1 год, 5 месяцев и 4 дня.